# Собор єпископів Української православної церкви (Московського патріархату)
Собо́р єпи́скопів Украї́нської правосла́вної це́ркви (моско́вського патріарха́ту) (Архієрейський собор) — наступний після Собору орган влади в УПЦ московського патріархату, який діє згідно зі священними канонами Православної церкви та Статутом про управління Української православної церкви Московського патріархату у період між Соборами Церкви.

## Склад і функції
Собор єпископів УПЦ МП (фактично, Архієрейський собор) має всю повноту влади у період між Соборами УПЦ МП. Собор єпископів складають єпархіальні архієреї, а також вікарні архієреї Української православної церкви, які очолюють синодальні установи та духовні академії. Собор єпископів скликається і керується Митрополитом Київським (місцеблюстителем) за потребою, але не рідше, ніж щороку. Собор діє на підставі канонів церкви, постанов помісних і архієрейських соборів Російської православної церкви, а також Соборів УПЦ МП.
До компетенції Собору єпископів входить розгляд усіх питань, що стосуються життя УПЦ МП. Собор канонізує святих і ухвалює богослужбові чинопослідування, складені на їхню честь. Собор єпископів є церковним судом вищої інстанції. Собор єпископів обирає Митрополита Київського і всієї України й визначає процедуру його обрання.
У період між Соборами УПЦ МП Собор єпископів:
- вносить доповнення і зміни до Статуту про управління УПЦ МП з наступним ухваленням Собором УПЦ МП;
- ухвалює Статут Київської митрополії УПЦ МП, а також вносить до нього доповнення та зміни;
- ухвалює рішення про ліквідацію Київської митрополії УПЦ МП.

Ніхто з архієреїв — членів Собору єпископів — не може відмовитись від участі в засіданнях, крім випадків хвороби або з іншої причини, що визнається Собором поважною. Кворум Собору єпископів становлять 2/3 його членів. Рішення на Соборі єпископів ухвалюються простою більшістю голосів відкритим або таємним голосуванням, окрім особливих випадків, що визначаються регламентом Собору єпископів. Якщо, при відкритому голосуванні, голоси розділяються порівну, вирішальним є голос Головуючого. У випадку рівної кількості голосів при таємному голосуванні проводиться повторне голосування.
Постанови Собору єпископів набирають сили після їхнього ухвалення.

## Собори єпископів УПЦ МП
1. Архієрейський собор 6-7 вересня 1991 в Києві
2. Архієрейський собор 1992 в Харкові (Харківський собор)
3. Архієрейський собор 2000 в Києві
4. Архієрейський собор 24 січня 2007 в Києві
5. Архієрейський собор 21 грудня 2007 в Києві
6. Архієрейський собор 8 липня 2011 в Києві
7. Архієрейський собор 21 лютого 2012 в Києві
8. Собор єпископів УПЦ МП (13 серпня 2014) обрав очільника церкви Онуфрія.[2]